# Ellen Brombacher

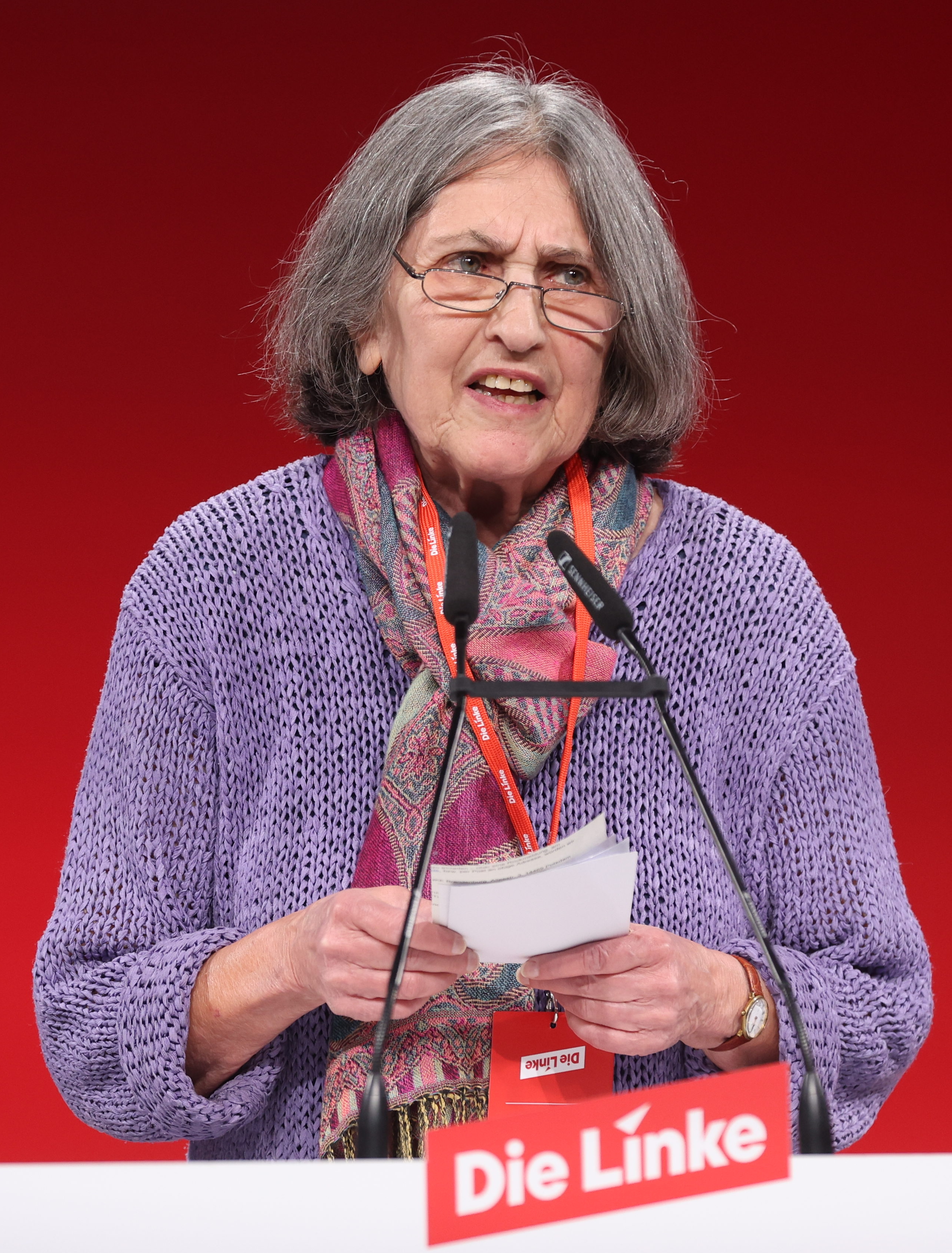
Ellen Brombacher (2025)

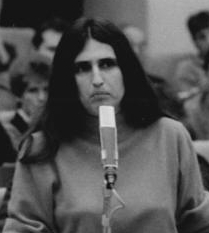
Ellen Brombacher auf der 12. Volkskammertagung in Berlin (1989)

Ellen Brombacher, geborene Harter (* 15. Februar 1947 in Westerholt), ist eine ehemalige deutsche Politikerin der SED. Sie war FDJ-Funktionärin, Mitglied der SED-Bezirksleitung in Ost-Berlin und von 1976 bis 1990 Abgeordnete der Volkskammer.

## Leben
Ellen Brombachers Eltern standen beide im Widerstand gegen den Nationalsozialismus und waren Mitglieder der KPD. Ihr Vater Ernst Harter war in den Konzentrationslagern Sachsenhausen und Mauthausen inhaftiert, ihre Mutter Hilde geb. Meyerstein emigrierte nach Belgien, wo sie als deutsche Jüdin Mitglied der deutsch-österreichischen Sektion des belgischen Widerstands war. Hilde Harter war in Bergen-Belsen zusammen mit Anne Frank und Lin Jaldati in der gleichen Baracke inhaftiert.
Ellen Harter besuchte von 1953 bis 1959 die Volksschule in Westerholt. Im Sommer 1959 übersiedelte ihre Familie in die DDR. Ellen besuchte zunächst eine Polytechnische Oberschule (POS) in Berlin-Köpenick. 1961 wurde sie mit 14 Jahren Mitglied der FDJ. Ab Klasse 9 war sie Schülerin an der Köpenicker EOS „Alexander von Humboldt“. Dort absolvierte sie das Abitur mit Berufsausbildung und erhielt damit zwischen 1962 und 1965 gleichzeitig eine Facharbeiterausbildung als Funkmechanikerin im Funkwerk Köpenick. Sie war dort in der 10. und 11. Klasse FDJ-Sekretärin der Schulorganisation. Anschließend wurde sie an die Komsomol-Hochschule in Moskau delegiert, wo sie von September 1965 bis Juni 1966 studierte. Seit Februar 1965 war sie überdies Kandidatin der SED, im Februar 1966 wurde sie Mitglied der Partei.
Nach dem Aufenthalt in Moskau war Ellen Brombacher ab August 1966 ein Jahr als Instrukteurin in der Abteilung Schulen der FDJ-Bezirksleitung Berlin eingesetzt. Gleichzeitig begann sie ein Abendstudium der Russistik an der Humboldt-Universität Berlin, welches sie im Juni 1970 als Diplom-Russistin abschloss. Ab Herbst 1967 wurde sie in Funktionen der Pionierorganisation „Ernst Thälmann“ eingesetzt. Sie wechselte zur FDJ-Kreisleitung Berlin-Friedrichshain, wo sie in ihrer Funktion als Sekretär für Schuljugend gleichzeitig auch Kreisvorsitzende der Pionierorganisation war. Ab September 1969 bis zum Sommer 1971 leitete sie in der FDJ-Bezirksleitung Berlin die Abteilung Junge Pioniere/Schulen. Anschließend war sie bis zum August 1973 hauptamtlicher Sekretär der FDJ-Bezirksleitung und Vorsitzende der Bezirksorganisation Berlin der Pionierorganisation „Ernst Thälmann“. Parallel dazu wurde sie im Mai 1971 erstmals in das Büro des FDJ-Zentralrats gewählt, dessen Mitglied sie bis zu ihrem Ausscheiden aus der FDJ im Jahre 1984 blieb.
Ab September 1973 absolvierte Brombacher bis zum Juni 1974 ein Studienjahr an der Parteihochschule der SED, welches für ihre weitere Funktionärsverwendung unabdingbar war. Im März 1975 wurde ihr nach beendetem Mütterjahr die Funktion des 1. Sekretärs der FDJ-Bezirksleitung Berlin übertragen. Gleichzeitig wurde sie als Mitglied in die SED-Bezirksleitung Berlin kooptiert. Im Rahmen dieser Funktionärskarriere schlossen sich auch repräsentative Ämter an. 1974 wurde sie Ost-Berliner Stadtverordnete. Bei den Wahlen zur Stadtverordnetenversammlung 1976 stellte die FDJ sie als Kandidatin im Pankower Wahlkreis 16 auf. Von der Stadtverordnetenversammlung wurde sie als eine von 66 Ost-Berliner Abgeordneten in die Volkskammer entsandt. Fortan saß sie in beiden Gremien bis 1990 als Abgeordnete.
Mit 37 Jahren wurde Brombacher im Juni 1984 aus der FDJ verabschiedet. Nunmehr wurde sie Sekretär für Kultur in der SED-Bezirksleitung Berlin und hatte damit wesentlichen Einfluss auf alle Kultureinrichtungen von Ost-Berlin.
Nach der friedlichen Revolution und ihrem Ausscheiden aus der Volkskammer nach der ersten freien und demokratischen Volkskammerwahl im März 1990 fand Brombacher zunächst bis zum Jahresende 1991 eine Anstellung als Küchenhilfskraft in einem Berliner Kindergarten. Sie wurde dort wegen „Staatsnähe“ fristlos entlassen. Es schlossen sich Umschulungen, Arbeitslosigkeit und eine einjährige Tätigkeit als Arzthelferin an. Ab 1994 war sie mit Unterbrechungen im sozialen Bereich tätig, sie betreute dabei Ausländer, Spätaussiedler und Asylbewerber. In der PDS war sie ab 1992 Mitglied der Kommunistischen Plattform und wurde Mitglied des Bundessprecherrats der Kommunistischen Plattform in der Partei Die Linke. Sie ist Mitglied im Vorbereitungsbündnis zur Liebknecht-Luxemburg-Demonstration.
Brombacher hat einen Sohn, zwei Enkel und eine Urenkelin.

## Auszeichnungen in der DDR
- 1974: Banner der Arbeit
- 1979: Vaterländischer Verdienstorden in Bronze
- Dr.-Theodor-Neubauer-Medaille

## Publikationen
- Halt auf der Strecke. Spotless-Verlag, Berlin 1991.
- Der Schlag. Spotless-Verlag, Berlin 1993, ISBN 3-928999-21-4.
- Rückkehrer. EPO, Berlin 1994, ISBN 90-6445-840-5.
- Das neue Umdenken. Spotless-Verlag, Berlin 1997, ISBN 3-928999-71-0.
- Die Moderne ist schön. R. Thieme, Suhl 2001.
- Deutsch-jüdisches Familienbild: Meine Kindheitsmuster und Prägungen. Verlag Neues Leben, Berlin 2022, ISBN 978-3-355-01913-2.

als Herausgeberin
- gemeinsam mit Thomas Hecker, Jürgen Herold, Werner Wüste: Klartexte: Beiträge zur Geschichtsdebatte. Verlag am Park, Berlin 2009, ISBN 978-3-89793-230-2 (400 S.).